# Опи, Амелия
Аме́лия О́пи (урождённая Э́лдерсон; 12 ноября 1769 — 2 ноября 1853) — английская писательница, поэт. Её лучшее произведение — «Отец и дочь», оказало большое влияние на развитие популярного романа в XIX веке. Широко известна как лидер аболиционистского движения в Норидже, Англия. Её имя было первым в списке 187 тысяч женщин, подписавших петицию в Британский парламент с требованием отменить рабство.

## Детство
Амелия Элдерсон родилась 12 ноября 1769 года. Единственный ребёнок, она была дочерью Джеймса Элдерсона, врача, и Амелии Бриггс.

## Общественная деятельность
В юности Опи писала стихи и пьесы, а также организовывала любительские спектакли.
В 1801 году Опи выпускает роман под названием «Отец и дочь». После его выхода Опи становится известной и начинает регулярно публиковаться. Её сборник стихов, опубликованный в 1802 году, выдержал шесть изданий. Её следующий роман «Аделина Моубрей, или Мать и дочь» (1804 г.), исследовал проблемы женского образования, брака и отмены рабства. Этот роман, в частности, известен тем, что в нём рассказывается история бывшей подруги Опи Мэри Уоллстонкрафт, чьи внебрачные отношения с американцем Гилбертом Имлеем вызвали громкий скандал, как и её более поздний брак с философом Уильямом Годвином. Годвин ранее выступал против брака как института, по которому женщины принадлежали как собственность, но когда Уоллстонкрафт забеременела, они поженились, несмотря на его прежние убеждения. Роман также затрагивает аболиционистские настроения в истории женщины-метиски и её семьи, которую Аделина спасает от бедности за счёт собственных средств.
Затем последовали другие романы: «Простые сказки» (1806 г.), «Характер» (1812 г.), «Сказки о реальной жизни» (1813 г.), «Канун святого Валентина» (1816 г.), «Сказки о сердце» (1818 г.) и «Мадлен» (1822 г.). «Возвращение воина» и другие стихи были опубликованы в 1808 году.
В 1825 году Опи присоединилась к Обществу друзей из-за влияния её друга Джозефа Джерни и его сестёр, которые были давними друзьями и соседями в Норидже. В 1834 году она опубликовала стихотворение против рабства под названием «Плач чернокожего» в 1826 году и сборник религиозных стихов «Лежать вместо мёртвых». Опи работала с Анной Джерни над созданием Женского общества борьбы с рабством в Норвиче. Это общество собрало 187 000 подписей для петиции против рабства. Первыми двумя именами в петиции были сама Опи и Омелия Пакстон. Опи посетила Всемирное собрание против рабства в Лондоне в 1840 году и оказалась одной из немногих женщин, изображённых на памятной картине.

## Личная жизнь
В 1798 году Амелия Алдерсон вышла замуж за Джона Опи, художника, с которым она познакомилась на вечеринке известного английского аристократа Томаса Кока в поместье Холкем-холл. В течение жизни она дружила с писателями Вальтером Скоттом, Ричардом Бринсли Шериданом и Жермен де Сталь. В последние годы жизни особенно тесно общалась с Джорджом Борроу. Простудившись на морском курорте, Амелия Опи умерла 2 декабря 1853 года и была похоронена на квакерском кладбище в Норидже.

## Публикации на русском языке
- Отец и дочь, или Следствия неповиновения родителю — СПб., 1803.
  - 2-е изд. — М., 1808.
- Лади Елена и лади Анна, или Пагубные следствия расточительности. Новейший английский роман — М., 1819.
  - Часть первая
  - Часть вторая